# Вьетнам на Паралимпийских играх
Вьетнам на Паралимпийских играх впервые принял участие в 2000 году на летних Играх в Сиднее, и с тех пор принимает участие на всех летних Играх. На зимних Играх Вьетнам участия пока не принимал.
На настоящее время, спортсмены Вьетнама завоевали на всех Играх в сумме 5 медалей, из них 1 золотую.

## Медальный зачёт

### Медали летних Паралимпийских игр
| Игры                | Золото | Серебро | Бронза | Всего | Место |
| ------------------- | ------ | ------- | ------ | ----- | ----- |
| 2000 Сидней         | 0      | 0       | 0      | 0     | —     |
| 2004 Афины          | 0      | 0       | 0      | 0     | —     |
| 2008 Пекин          | 0      | 0       | 0      | 0     | —     |
| 2012 Лондон         | 0      | 0       | 0      | 0     | —     |
| 2016 Рио-де-Жанейро | 1      | 1       | 2      | 4     | 55    |
| 2020 Токио          | 0      | 1       | 0      | 1     | 75    |
| Итого               | 1      | 2       | 3      | 5     |       |